# Barbara Sutton Curtis
Barbara Sutton Curtis (* 16. September 1930 in Howell (Missouri); † 30. Oktober 2019) war eine US-amerikanische Jazzmusikerin (Piano). Nach Ansicht von Allmusic gilt Sutton Curtis als „eine erfahrene Bearbeiterin des historischen Jazzrepertoires und eine der weltweit versiertesten Interpreten von Fats Wallers umfangreichem musikalischen Erbe.“

## Leben und Wirken
Barbara Sutton Curtis war die jüngere Schwester des Pianisten Ralph Sutton. Sie folgte den Interessen ihres Bruders und spielte Piano in der Highschool-Band, bevor sie das Lindenwood College in Saint Charles, Missouri, besuchte. In den folgenden Jahren spielte sie im Raum St. Louis in mehreren Jazzbands. Sutton begann 1949 professionell als Musikerin zu arbeiten; 1950 trat sie jeden Sonntag in der Popular Street am Flussufer von St. Louis als Pianistin der Dixieland Six auf. 1951 hatte sie mit ihrem Bruder Ralph einen Auftritt auf dem Central Plaza in New York City. Bruder und Schwester begannen 1959, öffentlich Duette zu spielen. Beide entwickelten eine bemerkenswerte Fähigkeit als Interpreten der Harlem-Stride-Piano-Tradition, und sie teilten eine spezielle Hingabe an die Musik von Fats Waller, wobei sie eine Anzahl in Vergessenheit geratener Waller-Kompositionen wieder entdeckten und weltweit aufführten.
Suttons Nachname änderte sich, als sie einen Highschool-Englischlehrer namens Hal Curtis geheiratet hatte (der sie 1951 zum ersten Mal Klavier spielen hörte und glaubte, Ralph zuzuhören). 1969 ließ sie sich in Ukiah, Kalifornien, nieder und blieb sowohl als Performerin als auch als Musiklehrerin aktiv. Sie spielte regelmäßig im Menlo Park und nahm in Toronto, Kanada, im Café de Copains auf. 1987 besuchte sie Deutschland mit einer reisenden Fats Waller-Tributshow. Im selben Jahr arbeitete mit ihrem Bruder beim Mid-America Jazz Festival in St. Louis zusammen. Seitdem entstand eine Reihe von Aufnahmen unter eigenem Namen; 1984 nahm sie in Santa Rosa das Album Long Overdue auf, gefolgt von dem Soloalbum Old Fashioned Love (Sackville, mit Aufnahmen 1987–91) und Solos and Duets (1991), mit Mitschnitten eines Konzerts mit Ralph Sutton, Reggie Johnson und Jake Hanna im Kurtheater Baden. Ende September 2000 trat sie in St. Louis noch mit Ralph Sutton, Keter Betts und Frank Capp im Bistro Europa auf; der Mitschnitt erschien 2002 auf dem Album Home Again. Im Bereich des Jazz war sie laut Tom Lord zwischen 1984 und 2000 an sieben Aufnahmesessions beteiligt.

## Diskographische Hinweise
- Long Overdue (C Jam, 1984), mit Rod Pacini (ts), Will Siegel (g,vcl), Steve Baird (b,vcl) Hal Curtis (dr)
- Solos and Duets (Sackville, 1991)